# 妻木松吉

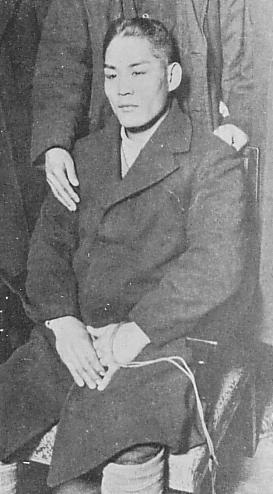
逮捕された妻木松吉（1929年2月）

妻木 松吉（つまき まつきち、1901年〈明治34年〉12月13日 - 1989年〈平成元年〉1月29日）は、日本の昭和時代の左官。強盗強姦犯。防犯講師。大正末年から1929年（昭和4年）まで帝都東京市で犯行を重ね、立ち去り際に被害者に防犯の注意をしたことから「説教強盗」と呼ばれ、世間を大いに賑わせた。服役後は自らの体験を元に各地で防犯講演を行った。

## 略歴

### 生い立ちから最初の服役まで
1901年（明治34年）、山梨県甲府市橘町（現・甲府市丸の内）の甲府監獄（現・甲府刑務所）に生まれる。母の妻木たか（本名妻木ウメ）は山梨県西八代郡市川大門町（現・市川三郷町）の野守（非人）の娘で、製紙会社の工員として働いていたが、同僚の河西徳太郎と知り合って同棲するようになり、妊娠8～9ヶ月の頃に窃盗罪で逮捕され、懲役3月の実刑判決を受け、甲府監獄で松吉を私生児として出産した。
松吉が出まれた直後に実父は肺炎で死亡。母は出所後、市川大門町の河川敷の生家に戻り、ここで飴の行商をしながら松吉を育てた（このため、松吉の本籍は母の生家である市川大門町無番地となった）。
1907年（明治40年）数え7歳の時、母が中巨摩郡三恵村加賀美（現・南アルプス市）の野守の近藤米造と結婚。その後母は8人の子をもうけ、生活は極貧であった。1913年（大正2年）加賀美小学校を卒業すると、県内の中巨摩郡田富村（現・中央市）・同郡南湖村（現・南アルプス市）などを転々と奉公に出された。のち山梨化学工業株式会社に勤務したが、1年で退職。大井村（現・南アルプス市）の精乳舎に配達夫として住み込みで勤務したが、この頃から集金をごまかすようになった。スリの現行犯で逮捕され、1920年（大正9年）6月9日には詐欺窃盗横領罪で8か月の懲役を言い渡されて、甲府刑務所で最初の服役生活を送る。

### 左官となる
1921年（大正10年）2月15日に甲府刑務所を出所。それを機に上京し、埼玉県深谷市で仲仕（河川の船積み荷物を陸揚げする人足）となった。その後、徴兵検査のために一時帰郷したが、東京市小石川区高田豊川町（現東京都文京区目白台）の左官職人宅に見習いとして住み込み、1年の見習いの後、親方の下を去って左官の雇われ仕事を行うようになった。1925年（大正14年）左官仲間の妹やえ（八重）と結婚し、西巣鴨向原に住居を構えた。しかし、この頃関東大震災後の復興景気も終わりかけており、仕事が減ったうえに、肺尖カタルおよび肋膜炎のため、病床に臥しがちになっていった。

### 説教強盗の登場
1926年（大正15年）各方面への金策もつき、金に困った松吉は7月30日、黒川健三宅および岡部ひさ宅に侵入。初めは失敗することもあったが、やがて堰を切ったように盗みを重ねるようになる。翌1927年（昭和2年）5月5日家守康宅に侵入した際、住人に戸締まりの甘さを注意したり犬を飼うよう忠告したことなどから、東京朝日新聞の伊東尽一記者（一説には三浦守（後に作家の三角寛となる）記者とも）によって「説教強盗」と命名され、通称となった（三角はこの事件で犯人が山窩（サンカ）出身ではないかという風評が起こったことで、終生サンカとの関わりを持つようになる）。これを受け、この年から警視庁は説教強盗をブラックリストに載せ、10月5日に逮捕へ向けた大評定を開いている。ただし、警視庁は当初、前年の犯行は把握しておらず、同年からの犯行と見ていたため、捜査が滞る原因となる。いっぽう松吉は11月に区内雑司が谷に転居していた。
その後も翌1928年（昭和3年）夏から秋にかけてたびたび説教強盗が出没し、帝都市民を恐怖に陥れた。この頃になると、松吉の犯行をまねた模倣犯も現れるようになった。松吉は8月に巣鴨へ戻っている。

### 説教強盗、逮捕
1929年（昭和4年）1月10日、前年までに59件（うち暴行7件）にものぼった説教強盗事件を本格的に捜査すべく再び大評定を開催。関係各署にも協力を求め、特別捜査本部を設置した。同月19日には朝日新聞社が説教強盗を捕えたものに1,000円の懸賞金を支払うとの社告を発表。同月末にも警視庁の大捜査が行われたが逮捕はされなかった。2月2日には東京市民が警察の力が頼りないとして青年団・在郷軍人会が自警団を結成。同4日には帝国議会において「帝都治安維持に関する決議案」が提出されるにいたった。
2月6日には銀座松屋前で模倣犯である「説教強盗二世」岡崎秀之助が逮捕される。岡崎は三宅やす子宅、下田歌子宅など有名人の家を襲い、7箇所で強盗を働いていたが、警視庁が追う「第一世説教強盗」ではなかった。
2月16日警視庁は再調査の結果、1926年夏の犯行も説教強盗によるものであることを突き止め、現場に残された指紋から、かつて甲府刑務所に服役した松吉のものであると断定した。捜査員が出所後の松吉の行方を追う中で、ついに2月23日午後6時50分、松吉は自宅にて逮捕された。何の抵抗もなく「お手数かけてすみません」と神妙な態度だったという。逮捕に至るまでに動員された警察官は12,000名に及んだ。朝日新聞が懸けていた賞金1,000円は警官たちに贈呈されている。
説教強盗の特に後半の犯行にはしばしば強姦が伴っていたが、被害者への配慮から、強姦に関しては未遂罪が1件起訴されたのみであった。これが、説教強盗が「義賊」視される大きな要因になったと筒井功は述べている。

### 服役生活
松吉は警視庁の取り調べに対し、強盗65件、窃盗29件、計94件を自白。翌1930年（昭和5年）12月18日、東京地方裁判所で結審し、求刑通り無期懲役を言い渡される。松吉は控訴することなく刑に服し、小菅刑務所行きとなった。獄中で井上日召（右翼団体血盟団の指導者）や、河上肇（マルキスト）らと出会い、左右両翼の大物から諭されて、文字を習ったという。1937年（昭和12年）支那事変の勃発に伴い、戦時統制下に入ると婦人会から帝都に危険人物である説教強盗を留めるなとの要望があったため、松吉の身柄は仙台刑務所に移された。半年後には小菅に戻されたが、さらに新潟刑務所・秋田刑務所に転々と移された。

### 出所後
太平洋戦争敗戦後の1947年（昭和22年）、新憲法公布による恩赦があり、同月模範囚として表彰されていた松吉は仮釈放され、12月16日に出所。18年の服役生活を終えた。

出所後は担当弁護士で保護司になった太田金次郎宅に居住したが、全国の警察署・宗教団体・社会事業団体などから防犯講演を依頼され、各地を行脚した。浅草ロック座にもゲストで出演している。その後は太田家の雑事をしながら同家に寄宿したが、刑務所で習得した印刷業に従事して収入を得るようになる。1967年（昭和42年）には東京12チャンネル（現テレビ東京）の番組に出演、週刊ポスト（小学館）1975年4月11日号では小沢昭一と対談している。この対談では、自分の初犯について
と嘘をついている（米騒動が始まったのは、松吉が窃盗と横領で甲府監獄に収監された翌月から）。
犯行中の強姦については、手記や対談の中で、猥褻目的の侵入も多かったことを認めつつ、危ういところで踏みとどまったとか、和姦に終わって「めでたし、めでたし」となった、などと説明している。しかし、松吉のこの説明について筒井功は「いずれも不自然かつ不可解」と批判している。
1968年（昭和43年）に保護司の太田が死亡すると新宿区に移住（保護司は太田の妻清子が受け継ぐ）。のちに生活保護を受けた。1986年、四谷のアパートで独居していた折に週刊誌の取材を受け、今なお仮釈放中であると明かし、「俺はいまも無期懲役の身」「周りの人は恩赦を申請しろと言うが、とんでもないよ。俺は説教強盗のまま死んで行くよ」と答えている。1987年（昭和62年）に新宿区の手配により八王子市内の特別養護老人ホームに入所。1989年（平成元年）1月29日東京都西八王子病院において死去。享年89（満87歳没）。「罪を償いたい」との本人の意志により、生涯無期懲役囚として保護観察のままであった。遺骨はいったん郷里の山梨県に埋葬されたが、1991年（平成3年）に、すがも平和霊苑に移された。